# Laphyragogus
Laphyragogus (лат.) — род песочных ос (Crabronidae). Встречаются в Северная Африка, Средняя Азия, Южная Азия. 5 видов.

## Описание
Внутренние края крупных глаз самцов сближаются апикально (но не соединяются). Яркоокрашенные (с желтыми и красными отметинами) среднего размера осы. Усики самок 12-члениковые, самцов — 13-члениковые. Нижнечелюстные щупики 6-члениковые, а нижнегубные состоят из 4 сегментов (ротовые органы короткие). Жвалы с одним апикальным зубцом. Лабрум двулопастный. Скутум сильно выпуклый, без нотаулей. Средние голени с одной апикальной шпорой. Проподеум длинный.

## Систематика
Систематическое положение дискутируется. Ранее род Laphyragogus включали в отдельные трибу Laphyragogini R. Bohart and Menke, 1976 и даже подсемейство Laphyragoginae, сближали с ларринами, астатинами и другими песочными осами. В последнее время род включают вместе с Eremiasphecium Kohl, 1897 в подсемейство Eremiaspheciinae  Menke, 1967
.
В 2025 году был восстановлен статус подсемейства Laphyragoginae. На основании значительных морфологических различий между двумя группами видов Laphyragogus Kohl, 1889, род разделен на Laphyragogus и новый род Asphaleia Mokrousov, 2025 (типовой вид Asphaleia gussakovskii Mokrousov, 2025). Три вида перенесены из Laphyragogus в новый род: Asphaleia ajjer (de Beaumont, 1958), A. gessae (Schmid-Egger, 2022) и A. orientalis (de Beaumont, 1970). На основании морфологического анализа показано, что Eremiaspheciini и Laphyragogini не являются близкими родственниками, и восстановлен статус Laphyragoginae как отдельного подсемейства.
- Laphyragogus kohlii Bingham in Kohl, 1897 — Центральная и Средняя Азия, Индия, Пакистан
  - =Laphyragogus turanicus Gussakovskij, 1952 — Таджикистан
- Laphyragogus pectinatus de Beaumont, 1959 — Египет, Израиль, Ливия
- Laphyragogus pictus Kohl, 1889 — Египет, Израиль, Кувейт
- Laphyragogus strakai Schmid-Egger, 2011 — ОАЭ
- Laphyragogus visnagae de Beaumont, 1959 — Алжир, Афганистан, ОАЭ

Исключённые виды
- Laphyragogus ajjer de Beaumont, 1958 (Алжир) и Laphyragogus gessi Schmid, 2022 в 2025 году перенесён в состав рода Asphaleia  Mokrousov, 2025[3].